# Katastrofa lotnicza w Pikardii (1922)

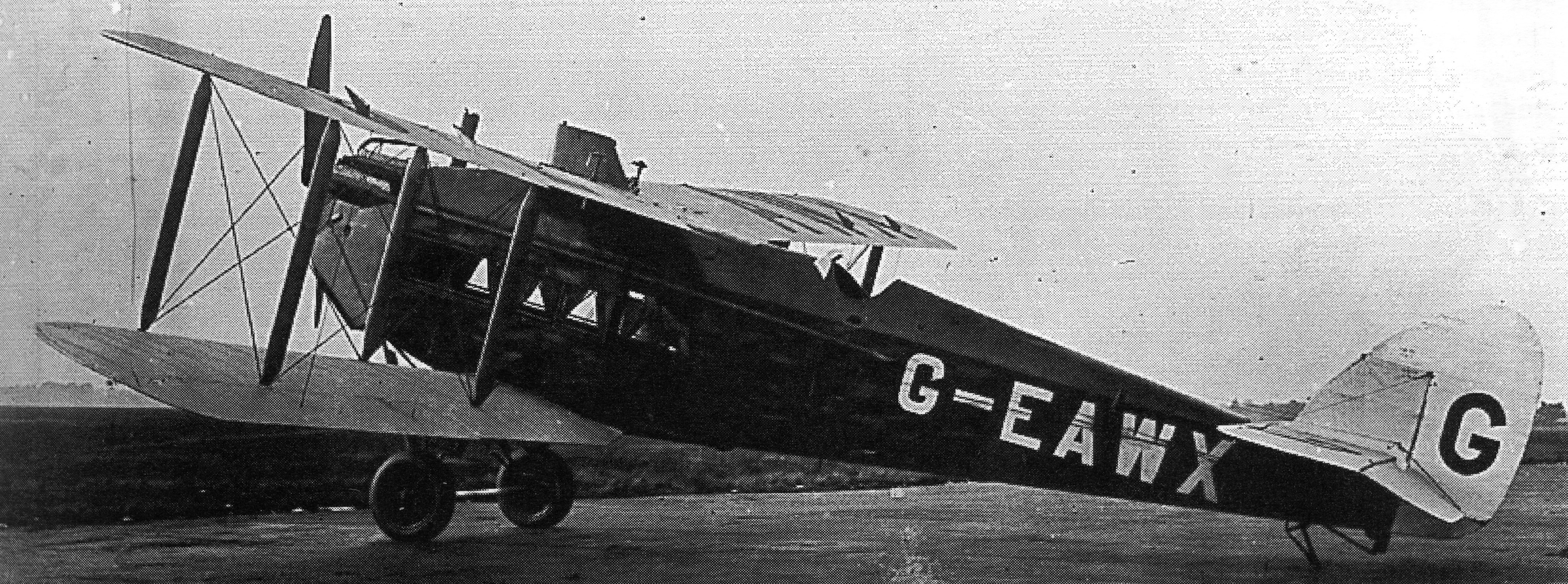
Brytyjski de Havilland DH.18

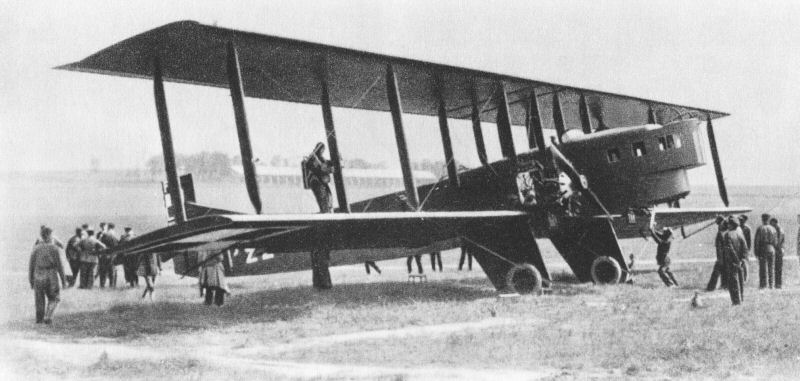
Farman F-60

Katastrofa lotnicza w Pikardii – miała miejsca 7 kwietnia 1922 nad terenem Pikardii we Francji. Na wysokości 150 m (490 stóp) doszło do kolizji dwóch maszyn: francuskiej Farman F-60 oraz brytyjskiej de Havilland DH.18. Do zderzenia doszło w gęstej mgle. W wypadku poniosło śmierć 7 osób. Było to pierwsze zderzenie samolotów pasażerskich w historii lotnictwa.
Francuski Farman F-60 wystartował z lotniska Le Bourget na północ od Paryża, kierując się do Croydon – dzielnicy Londynu. Na pokładzie znajdowało się 2 członków załogi i 3 pasażerów. Brytyjska maszyna DH.18 wykonywała kurs przeciwny. Samolot przewoził ładunek pocztowy, a pilotowało go 2 członków załogi.

## Tło historyczne
Podobnie jak inne państwa w tym okresie Wielka Brytania i Francja skoncentrowały się na rozbudowie lotnictwa cywilnego. Opierając się na dotychczasowych planach maszyn bojowych z I wojny światowej, konstruowano samoloty przystosowane do przewozu pasażerów. Pierwszym tego typu był de Havilland DH.18, zbudowany w brytyjskiej wytwórni lotniczej Airco. Jeden z egzemplarzy (o kodzie samolotowym G-EAWO) należący do Rady Lotnictwa Wielkiej Brytanii, został przekazany firmie czarterowej Daimler Air Hire Limited. Miał wykonywać połączenia na trasie Croydon - Paryż, do chwili otrzymania przez firmę zamówionych już 3 modeli samolotów de Havilland DH.34. Druga maszyna – Farman F-60 (kod F-GEAD) – należała do Compagnie des Grands Express Aériens (CGEA), francuskich linii lotniczych, które powstały 20 marca 1919. Wykonywała codzienne loty na trasie Le Bourget – Croydon.

## Przebieg wydarzeń
7 kwietnia 1922 maszyna DH.18 firmy Daimler Air Hire Limited wykonywała lot z Croydon do Le Bourget. Na pokładzie znajdował się pilot – porucznik R. E. Duke oraz steward Hesterman. W tym samym czasie francuski samolot Farman F-60 wystartował z lotniska Le Bourget i kierował się w stronę Londynu. Pilotem był M. Mire, na pokładzie znajdował się mechanik i 3 pasażerów. Wśród nich małżeństwo z USA, które było w trakcie swojego miesiąca miodowego (Christopher Bruce Yule i Mary Yule) oraz obywatel Francji (Monsieur Bouriez). Padał lekki deszcz, a teren spowiła gęsta mgła. Na wysokości 150 m (490 stóp) doszło do kolizji obydwu maszyn. Znajdowały się wtedy nad miejscowością Thieuloy-Saint-Antoine, 4 km od Departamentu Oise (obecnie część Pikardii).
W wyniku kolizji brytyjski DH.18 stracił skrzydło i ogon, jako pierwszy rozbił się o ziemię. Farman F-60 spadł kilka minut później. Chwilę po wypadku na miejscu zaczęli pojawiać się pierwsi ludzie. Nie było kogo ratować, jedynym ocalałym był steward z samolotu DH.18, który zmarł po przewiezieniu do szpitala. Początkowe doniesienia głosiły, że pilot brytyjskiej maszyny przeżył. Ostatecznie w wyniku katastrofy zginęli wszyscy na pokładzie obydwu samolotów – łącznie 7 osób.

## Następstwa
W związku z katastrofą zwołano zebranie na lotnisku w Croydon. Uczestniczyli w nim przedstawiciele linii lotniczych z Wielkiej Brytanii i Francji: 
- Compagnie des Grands Express Aériens,
- Compagnie des Messageries Aériennes,
- Daimler
- Handley Page Transport
- Instone Air Line
- KLM

Oprócz tego obecni byli przedstawiciele Ministerstwa Lotnictwa Wielkiej Brytanii oraz niektórzy piloci zatrudnieni w powyższych liniach lotniczych.
Analiza wypadku i wysunięte wnioski z tragedii wymusiły zmiany w organizacji lotnictwa. Wprowadzono regułę „keep to the right” – „trzymaj się prawej strony”, linie lotnicze miały obowiązek zapewnić przelot w dobrych warunkach pogodowych oraz wyposażyć każdy samolot w system łączności radiowej. Utworzono też specjalne ścieżki powietrzne na terenie Belgii, Francji, Holandii i Wielkiej Brytanii.